# Mez (Javoří hory)
Mez (polsky Czarna, či Czernina, německy Schwarze Koppe) je hora v hraničním hřebeni Javořích hor, severně až severovýchodně od horní části vesnice Šonov. Vrchol hory se nachází na území Polska, ale těsně za hranicí s Českou republikou, dosahuje výšky 727 m. Údaj 721 m se týká české strany hory. Z hory Mez vybíhá na českou stranu hřbítek zvaný Vysoká skála.

## Hydrologie
Hora náleží do povodí Odry. Vody odvádějí přítoky Stěnavy, např. Šonovský potok a jeho přítoky, v Polsku to jsou přítoky řeky Bystrzyca.

## Vegetace
Vrchol hory je zalesněn. Většinou se jedná o kulturní smrčiny, ale na místy se dochovaly i bučiny.

## Ochrana přírody
Česká část hory leží v CHKO Broumovsko.